# Primeira Divisão 1988-89
La Primeira Divisão 1988/89 fue la 55.ª edición de la máxima categoría de fútbol en Portugal. Benfica ganó su 28° título.  El goleador fue Vata del equipo campeón con 16 goles.

## Tabla de posiciones
|    | Clasificación        | Pts. | PJ | PG | PE | PP | GF | GC |
| -- | -------------------- | ---- | -- | -- | -- | -- | -- | -- |
| 1  | Benfica              | 63   | 38 | 27 | 9  | 2  | 60 | 15 |
| 2  | Porto                | 56   | 38 | 21 | 14 | 3  | 52 | 17 |
| 3  | Boavista             | 49   | 38 | 19 | 11 | 8  | 56 | 29 |
| 4  | Sporting de Portugal | 45   | 38 | 18 | 9  | 11 | 50 | 33 |
| 5  | Vitória Setúbal      | 42   | 38 | 15 | 12 | 11 | 44 | 37 |
| 6  | Braga                | 40   | 38 | 14 | 12 | 12 | 42 | 37 |
| 7  | Belenenses           | 40   | 38 | 13 | 14 | 11 | 44 | 35 |
| 8  | Estrela Amadora      | 39   | 38 | 13 | 13 | 12 | 33 | 41 |
| 9  | Vitória Guimarães    | 38   | 38 | 14 | 10 | 14 | 39 | 33 |
| 10 | Nacional Madeira     | 36   | 38 | 12 | 12 | 14 | 43 | 49 |
| 11 | Portimonense         | 35   | 38 | 12 | 11 | 15 | 33 | 37 |
| 12 | Marítimo             | 35   | 38 | 10 | 15 | 13 | 40 | 41 |
| 13 | Chaves               | 34   | 38 | 12 | 10 | 16 | 37 | 41 |
| 14 | Penafiel             | 33   | 38 | 10 | 13 | 15 | 32 | 39 |
| 15 | Beira Mar            | 33   | 38 | 10 | 13 | 15 | 29 | 36 |
| 16 | Fafe                 | 32   | 38 | 9  | 14 | 15 | 29 | 47 |
| 17 | Espinho              | 32   | 38 | 12 | 8  | 18 | 45 | 57 |
| 18 | Farense              | 31   | 38 | 10 | 11 | 17 | 34 | 51 |
| 19 | Leixões              | 28   | 38 | 7  | 14 | 17 | 29 | 46 |
| 20 | Viseu                | 19   | 38 | 5  | 9  | 24 | 20 | 70 |

|  | Clasificado para la Copa de Europa 1989-90   |
|  | Clasificado para la Recopa de Europa 1989-90 |
|  | Clasificado para la Copa de la UEFA 1989-90  |
|  | Descenso a la Segunda Divisão                |

|                            |
| Campeón Benfica 28° título |